# Gmina Pacyna
Gmina Pacyna je polská vesnická gmina v okrese Gostynin v Mazovském vojvodství. Sídlem gminy je ves Pacyna. V roce 2010 zde žilo 3 787 obyvatel..
Gmina má rozlohu 90,85 km², zabírá 14,76% rozlohy okresu. Skládá se z 18 starostenství.

## Části gminy
StarostenstvíAnatolin, Janówek, Luszyn, Łuszczanówek, Pacyna, Podatkówek, Podczachy, Przylaski, Radycza, Rakowiec, Raków, Remki, Robertów, Rybie, Sejkowice, Skrzeszewy, Słomków, Wola Pacyńska
Sídla bez statusu starostenstvíCzarnów, Czesławów, Kąty, Łuszczanów Drugi, Model, Rezlerka, Romanów